# تالا (مسلسل)
تالا (الإسبانية : El Rostro de Analía) هو تيلينوفيلا باللغة الإسبانية مسلسل تلفزيوني لاتيني أمريكي-مكسيكي من تأليف الكاتب الفنزويلي أومبرتو "كيكو أوليفيري" وإخراج "ديفيد بوسادا" و"داني جافيريا"، كان العمل من بطولة إليزابيث غوتييريز، مارتن كاربان، ماريتسا رودريغيز وجبريل بوراس. أنتج العمل شبكة التلفزيون الأمريكية تيليموندو الناطقة بالإسبانية التي بثته لأول مرة في 20 أكتوبر 2008 وابتداءًا من مارس أضافت القناة ترجمات باللغة الإنجليزية. من إنتاج تيليموندو وتم تصويره في فلوريدا. لعبت الممثلة "إليزابيث غوتييريز" دور البطلة بدورين "ماريانا" و"أناليا" فيما جسد الممثل "مارتن كاربان" دور البطل، بينما لعب "ماريتسا رودريغيز" و"جبريل بوراس" و"زولي مونتيرو" أدورا الشر.

## عن المسلسل
تدور الأحداث حول فتاة جميلة وناجحة في عملها تدعى «ماريانا اندرادي دى مونتييل»، تمتلك وكالة سفريات، تنقلب حياتها رأسا على عقب عندما تكتشف أن زوجها يخونها مع قريبتها سارة.
«سارة» شخصية طموحة جدا؛ لكن تقودها طمحوتها اللامحدودة إلى أن تتورط في علاقاتة بعصابة مافيا لتهريب المخدرات، وتعمل كل شيء بما فيه القتل لتحصل على ما تريده، كل ذلك تحت غطاء وكالة السفريات التي تمتلكها ماريانا.
تقرر «ماريانا» أن تغادر المدينة بعدما اكتشفت خيانة زوجها لها مع «سارة»، وتقودها الأقدار إلى أن تلتقي وجهاً لوجه مع المرأة التي أرسلت لكي تقتلها، بعدما تعرضت حياتها للخطر اثر حادث سيارة.
يتم انقاذ حياة ماريانا على يد أحد العلماء، ولكنه ودون معرفته يغير شكل وجهها الأساسي، وهذا ما يغير قدرها إلى الأبد، بعدها تصبح غير قادرة على تذكر أي شيء من ماضيها.
تصبح ماريانا مجبرة على مواجهة الماضي الأسود، وتتحول حياتها إلى حياة مزدوجة فهي تعيش صراع بين الحب والرغبة في الانتقام من كل من تسبب لها في هذا الأذى الي يلازمها.

## الأبطال
- اليزابيث غوتييريس (دور: أنا لوسيا / ماريانا مونتييل)
- مارتين كاربان (دور: دانييل مونتييل)
- ماريتزا رودرييج (دور: ساره أندرادي)
- جابرييل بوراس (دور: ريكي مونتانا)
- كارلا مونرييج (دور: إيزابيل مارتينيز)
- زولي مونتيرو (دور: كارمن أندرادي)
- غابي إسبينو

## وصلات خارجية
- تالا على موقع IMDb (الإنجليزية)
- تالا على موقع فيلمافينيتي (الإسبانية)
- تالا على موقع كينوبويسك (الروسية)
- تالا على موقع قاعدة بيانات الفيلم (الإنجليزية)